# Erna Siikavirta
Erna Siikavirta (* 8. října 1977, Espoo, Finsko) byla první klávesistkou a také první ženou ve finské hard rockové/heavy metalové skupině Lordi. Ve skupině vystupovala v letech 1997-2005 pod přezdívkou Enary.
Enary oficiálně vstoupila do kapely v roce 1997, ale už v roce 1996, kdy byla kapela založena, v ní měla svou funkci, a to jako zadní vokalistka. Tato funkce se ale jen těžko dá počítat mezi stále místo, protože Enary zpívala a zpívá v mnoha skupinách, i když jen menší zadní vokály. Toto zaměstnání si udržela i po dobu hraní a zpívaní v Lordi a dokonce přišla i do další kapely, kterou byla kapela Deathlike Silence. V této kapele Enary vystupuje i v současné době.
Hraním na klavír a keyboard se Enary zabývá od svých 7 let. Je v tomto oboru vyškolená poté, co v roce 2003 úspěšně složila zkoušky. Enary má stejné záliby jako každý ze členů Lordi, a to Kiss a horory. Její další velký koníček, kterým se od ostatních liší, jsou Vikingové. Právě tento koníček se velmi odrazil na její masce, která má připomínat zhrzenou vikinskou válečnici. Pojmenování této masky si zvolila Enary. Říkala jí „paní bolesti“.
Enary odešla ze skupiny v roce 2005, kdy kapela odehrávala turné k albu The Monsterican Dream. Konec turné nakonec musela dohrát Awa, která se ukázala jako náhrada více než dobrá. Enary z kapely odešla z důvodů neshod s ostatními členy, které se projevovaly už při nahrávání alba The Monsterican Dream.
Podle neoficiálních zdrojů se v roce 2007 Enary narodil syn. Otcem má být jeden ze členů její kapely Deathlike Silence. [zdroj?]